# Internetfonden
Internetfonden är en fond instiftad år 2004 av Stiftelsen för Internetinfrastruktur till förmån för projekt som syftar till positiv utveckling av internet i Sverige. Fonden har sin grund i stiftelsens urkund som tydligt anger att Stiftelsen skall "främja forskning, utbildning och undervisning inom data- och telekommunikation".
Vem som helst har rätt att söka pengar från fonden som har två ansökningsomgångar per år. Sedan starten har fonden finansierat 280 individuella projekt med totalt 56 miljoner kronor där skoltävlingen webbstjärnan och kampanjen Digidel historiskt har hört till de större bidragstagarna.